# Voinești (Dâmbovița)
Voinești è un comune della Romania di 6 105 abitanti, ubicato nel distretto di Dâmbovița, nella regione storica della Muntenia.
Il comune è formato dall'unione di 8 villaggi: Gemenea-Brătulești, Izvoarele, Lunca, Manga, Mânjina, Oncești, Suduleni, Voinești.